# 월드 태권도 그랜드 슬램
월드 태권도 그랜드 슬램(영어: World Taekwondo Grand Slam)은 해마다 국제 대회에서 최고의 성적을 거둔 선수들이 한 자리에 모이는 국제 태권도 대회이다. 첫 대회는 2017년 12월부터 2018년 1월까지 개최되었고 1년에 한 번씩 개최된다.